# Colina da Guia
Colina da Guia (kinesiska: 东望洋山, 松山) är en kulle i Macao (Kina). Den ligger i den centrala delen av Macao. Toppen på Colina da Guia är 91 meter över havet. . Det är den högsta punkten på Macaohalvön.